# ماريان دوبوك (متزلجة فنية)
ماريان دوبوك هي متزلجة فنية كندية، ولدت في 19 أكتوبر 1983 في فيكتوريا فيل في كندا.

## وصلات خارجية
- ماريان دوبوك على موقع الاتحاد الدولي للتزلج (الإنجليزية)